# Gorosina
Gorosina — рід совкових з підродини совок-п'ядунів який зустрічається в Коста-Риці.

## Систематика
У складі роду:
- Gorosina ampla Schaus, 1913